# جارجاپاتا
جارجاپاتا (به اسپانیایی: Jarjapata) یک کوه در پرو است که در Peru, Cusco Region واقع شده‌است. جارجاپاتا ۵٬۱۰۰ متر بالاتر از سطح دریا واقع شده‌است.